# Infonomia
Infonomia o gestió de la informació és un neologisme recent que es refereix a la gestió de la informació. Pretén convertir-se en la interrelació entre les "organitzacions", per una banda, i la "informació", per l'altra. Les persones que utilitzen el terme Infonomia el descriuen com una disciplina emergent, involucrant diverses disciplines.

## Àrees
Infonomia exigeix un desenvolupament teòric, i les següents són algunes de les àrees que ocupa:

## Economia del Coneixement
La competitivitat de les nacions resideix en la seva capacitat per a generar idees, per a convertir-les en innovacions, i per a inventar noves empreses. Infonomia ha d'aclarir si les normes en la "economia tradicional" poden aplicar-se a la "nova economia" o si les normes han de ser modificades o millorades.

## Organització com un sistema d'informació
Una organització és un ecosistema d'informació, una entitat complexa on es combinen persones, màquines, publicacions, processos i polítiques.

## Lleis d'Informació
Infonomia no existeix com a ciència, mentre no hi hagi uns principis bàsics que ens permetin deduir i preveure resultats. En el camp de la informació, hi ha moltes lleis, para-lleis, pseudolleis simplement són mentida. Quines són les lleis d'informació fonamentals? Podrien derivar-se de qualsevol teorema essencial? Quines són les línies d'investigació que s'han de desenvolupar en el futur?

## Recerca de rellevància com a informatiu de l'energia
La informació és poc útil si no és rellevant per a qualsevol persona en algun moment, o en una situació determinada. Els sistemes de búsqueda d'informació, en canvi, són força primitius, i encara hi ha molt treball per a fer. Aquests sistemes han de ser sensibles a l'adaptació i l'evolució, d'acord amb les necessitats de l'usuari i el procés d'aprenentatge.

## El coneixement com a valor
No hi ha massa informació, però encara hi ha menys coneixement. Necessitem tenir una millor comprensió de les situacions en què un individu transforma la seva "informació" en "coneixement". Els mètodes d'avaluació en els sistemes educatius necessiten ser revisats, ja que se centren més en l'avaluació del que un sap, en comptes de centrar-se en el que un no sap. Les companyies ara estan desenvolupant formes de millorar el seu capital intel·lectual, i s'afavoreix la generació del coneixement.

## Internet com un factor transformacional en els negocis
Internet és la informació. Permet a les empreses pensar en la seva forma d'actuar, així com en la forma de relacionar-se amb el seu entorn (amb agents de mercat, clients, socis, etc.) La clau per al negoci en la Xarxa es troba en la comprensió de la relació digital entre el que ven, i el que compra.

## Les polítiques d'informació
És molt difícil avançar cap a la "Societat de la Informació", sense tenir un conjunt de lleis, específiques per a l'"Era Digital". Per altra banda, les administracions públiques han d'actuar com a models a seguir per a fer un ús intel·ligent de les tecnologies amb la fi de millorar la seva relació amb els ciutadans, així com per a millorar els serveis que ofereixen.
No hi ha "Infonomia" sense infonomistes. Infonomia com a disciplina no existeix, a menys que hi hagi persones que estiguin disposades per al seu desenvolupament, no només des d'un punt de vista empresarial, però sempre tenint en compte la recerca de nous coneixements. L'establiment d'un programa de recerca d'Infonomia és el primer repte per a la disciplina: en un camp tan ampli, la recerca comença per a la determinació del que ha de ser buscat.

## Teoria General de la Informació
Tota la informació s'ha d'organitzar en un cos coherent. La Teoria General de la Informació, anirà més enllà del que s'ha dit fins ara pels enginyers, informàtics, economistes, estadístics, lingüistes, psicòlegs, científics del caos, i d'altres. D'acord amb el que es coneix fins ara, la "Infonomia", com a teoria de la informació general, es divideix en dos grans parts:
Microinfonomia: abordar la relació entre la informació i les persones, i es subdivideix en diferents seccions, tals com la cognició, etc., i
Macroinfonomia, dedicat a la utilització de la informació en les organitzacions i la societat en general, l'anàlisi de temes tals com la teoria de l'organització, teoria general de sistemes, sistemes d'informació, polítiques d'informació, gestió del coneixement, etc.